# 珠德 (北达科他州)
珠德（英語：Jud），是美国北达科他州下属的一座城市。根据2010年美国人口普查，该市有人口72人。